# E poi dicono che il pesce è caro!
E poi dicono che il pesce è caro! (titolo originale ¡Aún dicen que el pescado es caro!) è un quadro dipinto da Joaquín Sorolla nel 1894 ed ora è esposto al Museo del Prado di Madrid.
È un'opera del primo periodo del pittore, che fa parte del "realismo sociale". Per questa, Sorolla ebbe la Medaglia di Prima Classe all'Esposizione nazionale di Spagna delle Belle arti del 1895 e il quadro fu acquistato nello stesso anno dallo Stato spagnolo.

## Analisi dell'opera
Il titolo del dipinto proviene da Fiore di Maggio, romanzo dello scrittore Vicente Blasco Ibáñez, grande amico del pittore. La vicenda si sviluppa sulle spiagge del quartiere del Cabañal di Valencia. Alla fine del romanzo, un pescatore di nome Pascualet muore in mare e sua zia si lamenta sul suo cadavere. Ella termina il libro con l'esclamazione
(Blasco Ibañez, Paco Carsí, p. 99)
Il critico Emiliano M. Aguilera lo descrive così:
Due vecchi pescatori aiutano un giovane collega mezzo soffocato. È una scena molto emozionante trattata con grande realismo. È una delle numerose scene che può offrire il dolore proletario. L'artista lo sente profondamente e dà il nome al suo quadro con un rimprovero «E poi dicono che il pesce è caro!»
Il dipinto mette in scena due pescatori che curano un terzo che ha avuto un incidente di mare; quest'ultimo è a torso nudo e al suo collo pende una catenina con medaglia, probabilmente la Madonna del Carmelo, protettrice dei marinai. L'ambiente è costituito di oggetti e utensili tipici dell'interno di un'imbarcazione: una lampada, un barilotto di acqua dolce, delle corde e del pesce.